# Alexander von Schouppé

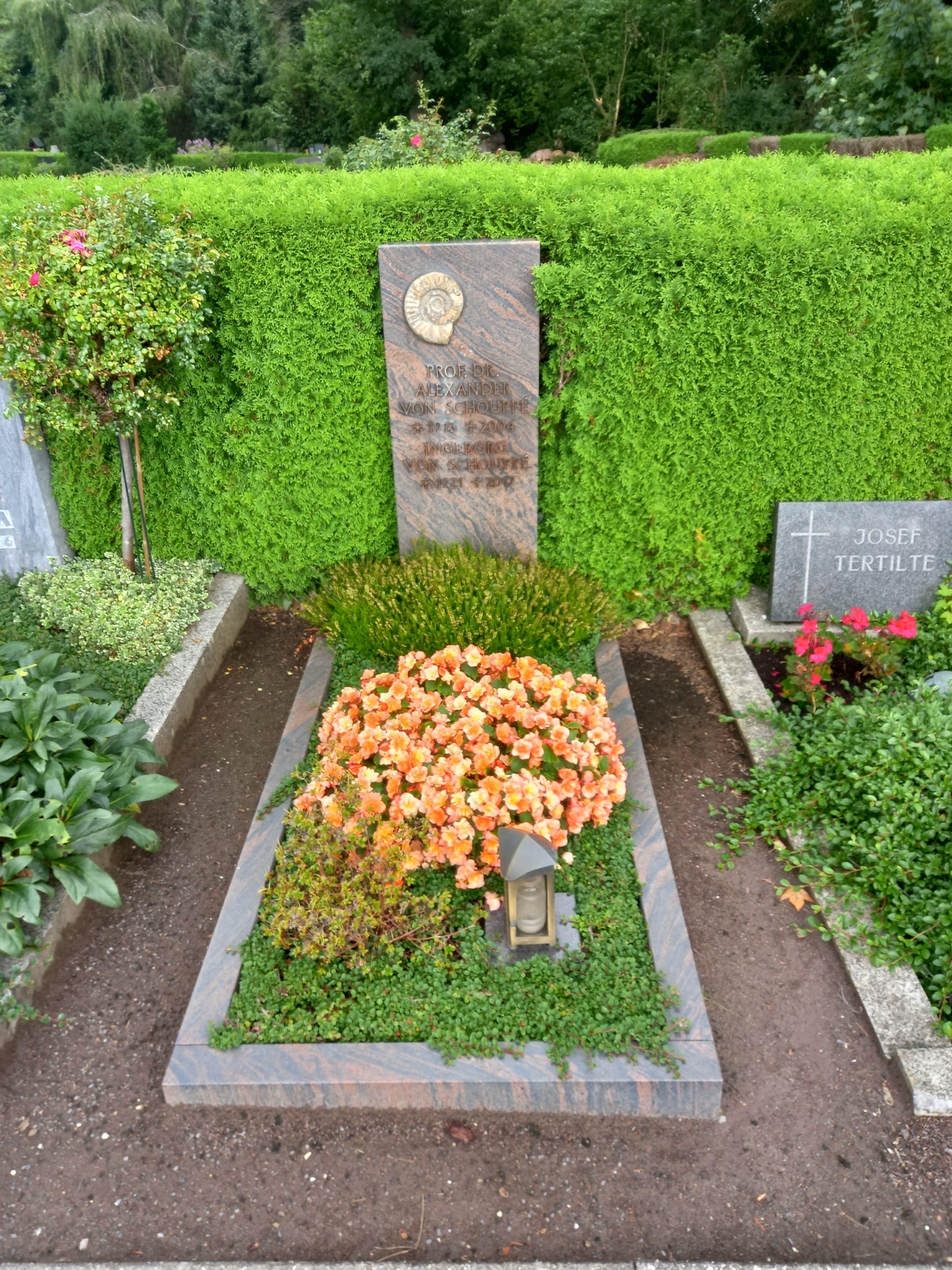
Das Grab des österreichischen Geologen und Paläontologen Alexander von Schouppé und seiner Ehefrau Ingeborg auf dem neuen Mauritz-Friedhof in Münster

Alexander Julius Eugen von Schouppé (* 26. Februar 1915 in Baden bei Wien; † 6. Juli 2004 in Münster) war ein österreichisch-deutscher Paläontologe und Geologe.

## Leben
Alexander von Schouppé war Sohn des Tierarztes Karl Anton von Schouppé (* 1882) und seiner Frau Gisela Maria, geb. Schopf (* 1890). Er absolvierte das Gymnasium am Marieninstitut in Graz und studierte danach Naturwissenschaften an der Universität Graz mit Schwerpunkt auf Geologie, Paläontologie und Mineralogie. Früh im Studium kam er mit Franz Heritsch und dessen Korallenforschung in Berührung. Ab 1938 war er anfangs als Hilfskraft, später als Assistent, am Geologisch-Paläontologischem Institut der Universität Graz. Knapp nach der Promotion im Mai 1939 heiratete von Schouppé. Zu Beginn seiner Laufbahn konnte er nur als Hilfskraft angestellt werden, da eine Voraussetzung für eine Anstellung als Wissenschaftlicher Assistent mit einer praktischen Fachausbildung von mindestens 6 Jahren nicht erfüllt war. Ab 1. Oktober 1940 konnte er aber die Dienstgeschäfte eines Assistent bei Franz Heritsch am Geologischen Institut der Universität Graz übernehmen. Die Maßgabe der Anstellung war „auf unbestimmte Zeit, jedoch bis zur Höchstdauer von 2 Jahren, d. i. bis 30. September 1942“, sodass alle zwei Jahre ein Antrag auf Verlängerung der Anstellung gestellt werden musste.
Von 1941 bis 1945 versah von Schouppé Militärdienst als Meteorologe eines Fernaufklärergeschwaders. Er geriet in Kriegsgefangenschaft und kehrte im Januar 1946 an die Universität Graz zurück, wo er die gesamte paläontologische Lehre übernahm. Im März 1949 habilitierte er sich für das Fach Paläontologie, im Februar 1953 wurde die Lehrbefugnis auf das Fach Geologie erweitert.
1953 wurde von Schouppé als Dozent an das von Franz Lotze geleitete Geologisch-Paläontologische Institut und Museum der Universität Münster berufen, 1956 erfolgte die Ernennung zum außerplanmäßigen Professor, 1965 zum Wissenschaftlichen Rat und Professor. Ab 1964 leitete von Schouppé die von ihm aufgebaute Forschungsstelle für Korallenpaläozoologie und war von 1973 bis 1975 Dekan des Fachbereiches Geowissenschaften. Mit dem Ende des Wintersemesters 1978/79 schied von Schouppé aus dem aktiven Universitätsdienst aus.

## Wirken
Von Schouppés international bekannte wissenschaftliche Arbeit beschäftigte sich vorrangig mit der Erforschung der fossilen Korallen. Er baute die Forschungsstelle für Korallenpaläozoologie in Münster auf. Von Schouppés Forschungsgruppe trug maßgeblich zur Klärung zahlreicher Fragen der Skelettbildung bei den paläozoischen Korallen bei und schuf ein auf natürlichen Gegebenheiten aufbauendes Nomenklatursystem. Wichtige Grundlagenarbeit war auch von Schouppés wissenschaftshistorische Darstellung der Korallenforschung Episodes of coral research history up to the 18th century.
Exponate von von Schouppés Sammlung sind im Geologisch-Paläontologischen Museum Münster zu sehen. Nach ihm wurden folgende Fossilien benannt: Lonsdaleiastraea schouppei, Mesofavosites schouppei, Thamnophyllum germanicum schouppei und Glossophyllum schouppei.

## Schriften (Auswahl)
- „Thamnophyllen“ und ihre Beziehung zur Gruppe des „Cyathopyllum caespitosum“. In: Palaeontographica Abteilung A, Band A097, Schweizerbart, Stuttgart, 1949, S. 99–180.
- Beitrag zur Kenntnis des Baues und der Untergliederung des Rugosen-Genus Syringaxon Lindström. Springer-Verlag, Wien, 1951.
- Kritische Betrachtungen zu den Tabulaten-Genera des Formenkreises Thamnopora-Alveolites und ihren gegenseitigen Beziehungen. Springer, Wien, 1951.
- Hydrologische Studien zur Genesis der Heilquellen von Gleichenberg. Springer-Verlag, Wien, 1952.
- gemeinsam mit Paul Stacul: Die Genera Verbeekiella Penecke, Timorphyllum Gerth, Wannerophyllum ngen, Lophophyllidium Grabau aus dem Perm von Timor.  In: Johann Wanner: Beiträge zur Geologie von Niederländisch-Indien. Palaeontographica Suppl., Stuttgart, 1955, S. 95–195.
- Neue Betrachtungen zur Skelettbildung der Pterocorallia. In: Paläontologische Zeitschrift, 30, Stuttgart, 1956, S. 148–162.
- gemeinsam mit Paul Stacul: Säulchenlose Pterocorallia aus dem Perm von Indonesisch Timor (mit Ausnahme der Polycoelidae). In: Johann Wanner: Beiträge zur Geologie von Niederländisch-Indien. Palaeontographica Suppl., Stuttgart, 1959, S. 197–359.
- gemeinsam mit Paul Stacul: Bau und taxionomische Fassung des devonischen Korallen-Genus Macgeea Webster 1889 und seine Beziehungen zu Thamnophyllum Penecke 1894. 1963.
- gemeinsam mit Paul Stacul: Morphogenese und Bau des Skelettes der Pterocorallia. In: Otto Heinrich Schindewolf: Beiträge der Naturgeschichte der Vorzeit, Schweizerbart, Stuttgart, 1966, S. 1–186.